# Santos Mário e Companheiros Mártires (título cardinalício)
Santos Mário e Companheiros Mártires (em latim: Sanctorum Marii et Sociorum Martyrum) é um título cardinalício instituído pelo Papa Francisco em 7 de dezembro de 2024. A igreja titular deste título é a igreja de Santi Mario e Compagni Martiri, em La Romanina, sede paroquial desde 1 de dezembro de 1978.

## Titulares protetores
- Ignace Bessi Dogbo (desde 2024)